# Warmsektor
Der Warmsektor ist der Bereich zwischen Warm- und Kaltfront in einem Tiefdruckgebiet. Er ist gekennzeichnet durch einen gleich bleibend geringen Temperaturanstieg bzw. Druckabfall von der Warm- zur Kaltfront sowie generell durch vergleichsweise hohe Temperaturen. Da sich die Kaltfront schneller ausbreitet als die Warmfront, wird der Warmsektor ständig kleiner, was schließlich in einer Okklusion mündet.